# Comté de Montmorency
Ne pas confondre avec les comtés de Montmorency No. 1 et de Montmorency No. 2 situés au Québec (Canada).
Le comté de Montmorency (Montmorency County en anglais) est dans le nord-est de la péninsule inférieure de l'État du Michigan. Son siège est à Atlanta. Selon le recensement de 2000, sa population est de 10 315 habitants.
Le comté est nommé en l'honneur de la Maison de Montmorency, qui étaient influente dans l'histoire de la Nouvelle-France (qui inclut le Michigan).

## Géographie
Le comté a une superficie de 1 457 km2, dont 1 418 km2 en surfaces terrestres.

### Comtés adjacents
- Comté de Presque Isle (nord)
- Comté d'Alpena (est)
- Comté d'Oscoda (sud)
- Comté d'Otsego (ouest)
- Comté de Cheboygan (nord-ouest)